# Sauce Gardner
Ahmad Gardner, detto Sauce (Detroit, 31 agosto 2000), è un giocatore di football americano statunitense che milita nel ruolo di cornerback per i New York Jets della National Football League (NFL).

## Carriera universitaria
Nel 2019 Gardner disputò 11 partite, mettendo a segno 31 tackle e 3 intercetti, 2 dei quali ritornati in touchdown, e 11 passaggi deviati. A fine anno fu l'unico giocatore al primo anno ad essere inserito nella prima formazione ideale dell'All-American Conference. Nel 2020 iniziò la stagione come titolare. Il 5 gennaio 2022 annunciò la sua intenzione di passare tra i professionisti, concludendo la sua ultima stagione universitaria senza avere concesso alcun touchdown agli avversari marcati direttamente.

## Carriera professionistica

### New York Jets
Gardner, considerato da diverse pubblicazioni come una delle possibili prime scelte nel Draft NFL 2022, il 28 aprile fu scelto come quarto assoluto dai New York Jets.

#### Stagione 2022
Gardner debuttò come professionista partendo come titolare nel primo turno contro i Baltimore Ravens giocando 34 snap in copertura e concedendo una sola ricezione (da 8 yard) oltre a far registrare un passaggio deviato. Nella settimana 5 mise a segno il suo primo intercetto sull'altro rookie Skylar Thompson dei Miami Dolphins nella vittoria per 40-17, prestazione che gli valse il riconoscimento di rookie della settimana. Nel settimo turno fu premiato come miglior difensore della AFC della settimana e di nuovo come rookie della settimana grazie a 10 tackle e 3 passaggi deviati nella vittoria sui Denver Broncos. Nel nono turno mise a referto il suo secondo intercetto su Josh Allen, contribuendo alla vittoria sui favoriti Buffalo Bills e vincendo ancora il titolo di rookie della settimana. A fine stagione fu convocato per il suo primo Pro Bowl, una delle uniche due matricole selezionate, assieme a Tariq Woolen, e inserito nel First-team All-Pro. La sua annata si chiuse guidando la NFL con 20 passaggi deviati, oltre a 51 placcaggi e 2 intercetti. Il 9 febbraio 2023 fu premiato come rookie difensivo dell'anno.

#### Stagione 2023
Nel 2023 Gardner fu convocato per il suo secondo Pro Bowl e inserito nel First-team All-Pro dopo avere totalizzato 57 placcaggi, 11 passaggi deviati e un fumble forzato.

#### Stagione 2024
Nel 2024 Gardner ebbe una stagione decisamente inferiore alle precedenti, facendo registrare il suo primo intercetto nella vittoria della settimana 15 contro i Jacksonville Jaguars.

#### Stagione 2025
Il 15 luglio 2025 Gardner firmò con i Jets un nuovo contratto quadriennale del valore di 120,4 milioni di dollari che lo rese il cornerback più pagato della lega.

## Palmarès
- Convocazioni al Pro Bowl: 2

2022, 2023
- First-team All-Pro: 2

2022, 2023
- Rookie difensivo dell'anno - 2022
- Difensore della AFC della settimana: 1

7ª del 2022
- Rookie della settimana: 3

5ª, 7ª e 9ª del 2022
- PFWA All-Rookie Team - 2022

## Vita privata
Il soprannome "Sauce" gli fu dato dal suo allenatore di football giovanile all'età di sei anni per la sua passione per le salse.